# James Aguirre
James José Aguirre Hernández (Bucaramanga, Colombia, 21 de mayo de 1992) es un abogado y futbolista profesional colombiano que se desempeña como portero. Jugó durante 14 temporadas en el Atlético Bucaramanga y actualmente lo hace en Once Caldas de la Primera División de Colombia.
Aguirre es el segundo arquero con más partidos disputados (221) en la historia del Atlético Bucaramanga, tras superar al paraguayo Adolfo Riquelme (206) y por detrás de Roberto Riquelme (250), quienes son padre e hijo respectivamente.

## Plano personal
Aguirre es Abogado egresado de la Facultad de Ciencias Jurídicas y Políticas de la Universidad Autónoma de Bucaramanga.

## Trayectoria
Inició su carrera deportiva en el Atlético Bucaramanga de Colombia debutando a los 17 años en la temporada 2009. 
Durante 2010, 2011, 2012 y 2013 estuvo como portero alterno demostrando un excelente rendimiento, compitiendo por la posición con otros goleros destacados como Milton Patiño, Carlos "Enfermero" Pérez, Mario Muñoz, Nicolás Vikonis y Carlos Chávez. Luego de la partida del club de Carlos Chávez, James se consolidó como el primer arquero del club. Disputando en el año 2014 casi 50 partidos.

Sus magníficas actuaciones con el equipo 'leopardo' lo han puesto en la mira de los clubes más grandes de primera división, quien más se ha interesado por él es el equipo de Junior de barranquilla en donde estuvo cerca de fichar en 2025.

## Clubes
| Club                 | País     | Año       |
| -------------------- | -------- | --------- |
| Atlético Bucaramanga | Colombia | 2009-2023 |
| Once Caldas          | Colombia | 2024      |

## Estadísticas
| Club                            | Div.       | Temporada | Liga  | Liga  | Copa Nacional | Copa Nacional | Copa Internacional | Copa Internacional | Total | Total |
| Club                            | Div.       | Temporada | Part. | Goles | Part.         | Goles         | Part.              | Goles              | Part. | Goles |
| ------------------------------- | ---------- | --------- | ----- | ----- | ------------- | ------------- | ------------------ | ------------------ | ----- | ----- |
| Atlético Bucaramanga · Colombia |            |           |       |       |               |               |                    |                    |       |       |
| 2.ª                             | 2009       | ?         | 0     | ?     | 0             | —             | —                  | ?                  | 0     |       |
| 2.ª                             | 2010       | 3         | 0     | 0     | 0             | —             | —                  | 3                  | 0     |       |
| 2.ª                             | 2011       | 6         | 0     | 3     | 0             | —             | —                  | 9                  | 0     |       |
| 2.ª                             | 2012       | 14        | 0     | 7     | 0             | —             | —                  | 21                 | 0     |       |
| 2.ª                             | 2013       | 2         | 0     | 8     | 0             | —             | —                  | 10                 | 0     |       |
| 2.ª                             | 2014       | 37        | 0     | 5     | 0             | —             | —                  | 42                 | 0     |       |
| 2.ª                             | 2015       | 17        | 0     | 5     | 0             | —             | —                  | 22                 | 0     |       |
| 1.ª                             | 2016       | 17        | 0     | 3     | 0             | —             | —                  | 20                 | 0     |       |
| 1.ª                             | 2017       | 17        | 0     | 5     | 0             | —             | —                  | 22                 | 0     |       |
| 1.ª                             | 2018       | 22        | 0     | 2     | 0             | —             | —                  | 24                 | 0     |       |
| 1.ª                             | 2019       | 8         | 0     | 5     | 0             | —             | —                  | 13                 | 0     |       |
| 1.ª                             | 2020       | 1         | 0     | 2     | 0             | —             | —                  | 3                  | 0     |       |
| 1.ª                             | 2021       | 0         | 0     | 4     | 0             | —             | —                  | 4                  | 0     |       |
| 1.ª                             | 2022       | 1         | 0     | 3     | 0             | —             | —                  | 4                  | 0     |       |
| 1.ª                             | 2023       | 27        | 0     | —     | —             | —             | —                  | 27                 | 0     |       |
| Total club                      | Total club | 173       | 0     | 52    | 0             | 0             | 0                  | 221                | 0     |       |
| Once Caldas · Colombia          |            |           |       |       |               |               |                    |                    |       |       |
| 1.ª                             | 2024-2025- | 35        | 0     | 0     | 0             | —             | —                  | 1                  | 0     |       |
| Total club                      | Total club | 35        | 0     | 0     | 0             | 0             | 0                  | 1                  | 0     |       |

## Palmarés

### Torneos Nacionales
| Título    | Club                 | País     | Año  |
| --------- | -------------------- | -------- | ---- |
| Primera B | Atlético Bucaramanga | Colombia | 2015 |